# Andrei Markov
Andrei Andreevici Markov (în rusă Андрей Андреевич Марков) (14 iunie 1856 – 20 iulie 1922) a fost un matematician rus. Este cunoscut pentru lucrările sale din domeniul proceselor stohastice. Rezultatele cercetărilor sale au fost cunoscute ulterior sub numele de lanțuri Markov.
A fost profesor la Universitatea din Petersburg și membru al Academiei de Științe din Petersburg. Are numeroase lucrări de teoria numerelor, analiză matematică (serii, ecuații diferențiale, teoria celei mai bune aproximări) și de teoria probabilităților.

## Activitate științifică

### Teoria probabilităților
A.A Markov este inițiatorul unei clase extinse de procese stohastice cu o componentă temporală discretă și continuă, numită după el. Procesele Markov pot fi descrise după cum urmează: starea următoare a unui proces depinde probabilistic numai de starea actuală. Într-un moment în care această teorie a fost construită, a fost considerată de a fi abstractă, dar în prezent aplicațiile practice ale acestei teorii sunt extrem de numeroase. Teoria lanțurilor Markov a devenit un domeniu imens și foarte important de cercetare științifică - teoria proceselor aleatoare Markov, la rândul său reprezintă baza teoriei generale a proceselor stohastice. 

### Analiza matematică
În lista generală a lucrărilor științifice ale lui A.A Markov, o treime constituie lucrările de analiză matematică. Atenția lui a fost atrasă asupra teoriei fracțiunilor continue, a calculului diferențelor finite, a teoriei interpolării funcțiilor, a problemelor extreme în spațiile funcționale, a problemei momentului, a teoriei polinoamelor ortogonale, a formulelor de cvadratură, a ecuațiilor diferențiale, a teoriei funcțiilor care se abat de la zero și a altor întrebări. În multe domenii de analiză matematică, A.A Markov a obținut rezultate importante care joacă un rol important și în zilele noastre.

### Teoria numerelor
Lucrările la teoria numărului în A.A Markov sunt relativ puține - 15, dar au o semnificație durabilă la această teorie. Aceasta include mai presus de toate teza de masterat, "Cu privire la formele binare patrate de determinant pozitiv" (1880). Teza este dedicată problemei minimelor aritmetice ale formelor binare nedefinite. Următoarele articole se referă la problema minimelor aritmetice de forme neterminate ternare și cuaternare. Ideile și rezultatele lui A.A Markov au avut o mare influență asupra dezvoltării ulterioare a teoriei numerelor.